# Plouyé
Plouyé (bretonisch Plouie) ist eine französische Gemeinde in der Bretagne im Département Finistère mit 669 Einwohnern (Stand 1. Januar 2022). Der Ortsname steht übersetzt für „Gemeinde der Ia“ und könnte mit der kornischen Heiligen Ia in Verbindung stehen.

## Geographie
Der Ort liegt nahe dem Regionalen Naturpark Armorique (französisch Parc naturel régional d’Armorique), in einer hügeligen und waldreichen Umgebung. An der südwestlichen Gemeindegrenze verläuft der Fluss Ellez.
Morlaix liegt 30 Kilometer  nördlich, Brest 55 Kilometer westlich, Rennes 150 Kilometer ostsüdöstlich und Paris etwa 450 Kilometer östlich.

## Verkehr
Plouyé liegt abgelegen von den Hauptverkehrswegen. Bei Morlaix und Landivisiau befinden sich die nächsten Abfahrten an der Schnellstraße E 50 (Rennes-Brest) und Regionalbahnhöfe an der parallel verlaufenden Bahnlinie.
Bei Brest und Rennes gibt es die nächstgelegenen Regionalflughäfen.

## Bevölkerungsentwicklung
| Jahr                       | 1962 | 1968 | 1975 | 1982 | 1990 | 1999 | 2008 | 2017 |
| Einwohner                  | 1241 | 1048 | 958  | 836  | 726  | 675  | 724  | 674  |
| Quellen: Cassini und INSEE |      |      |      |      |      |      |      |      |

## Sehenswürdigkeiten
- Pfarrkirche Saint-Pierre

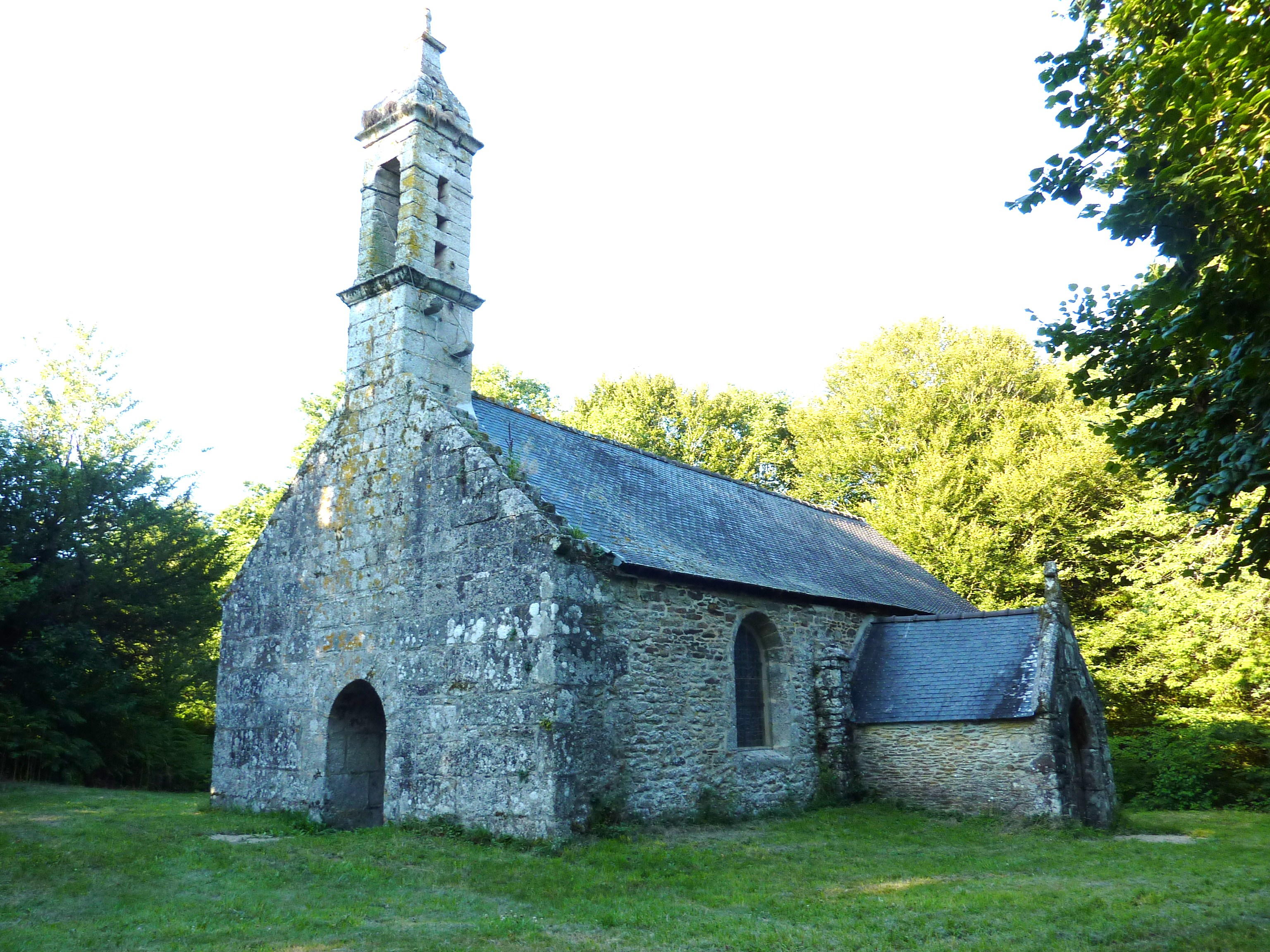
Kapelle Saint-Mathurin
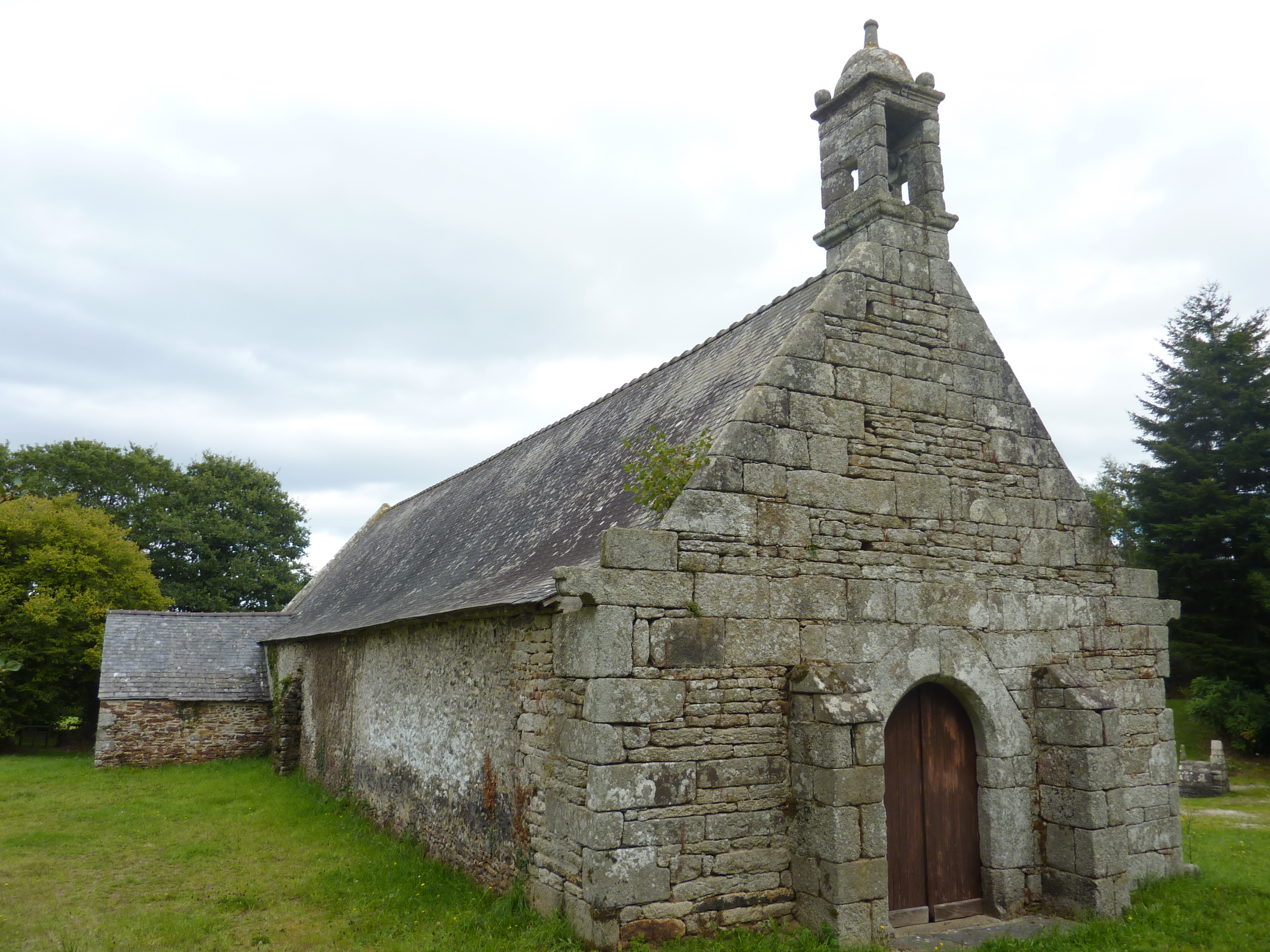
Kapelle Saint-Maudez
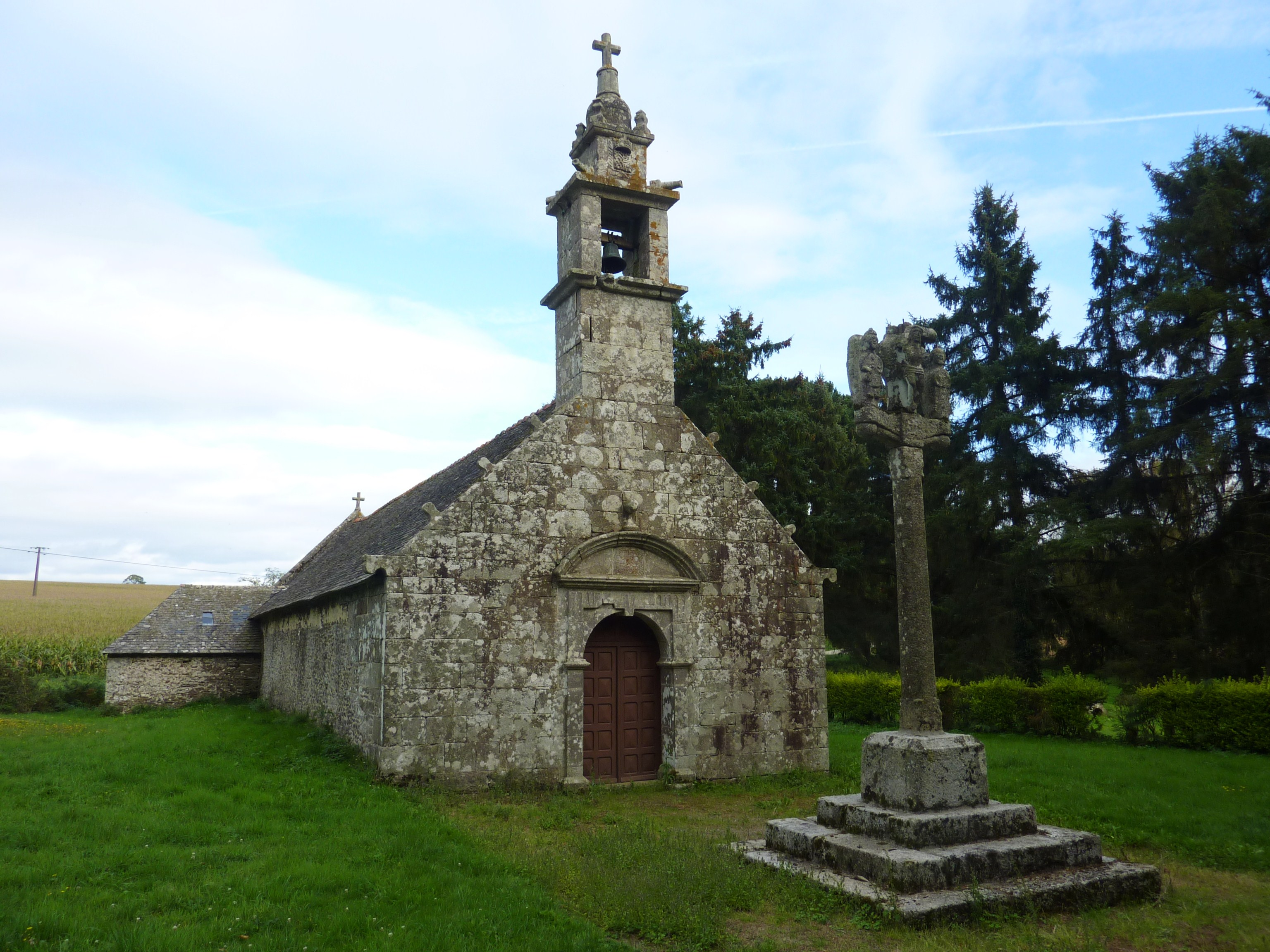
Kapelle Saint-Salomon

- Kapelle Saint-Mathurin
- Kapelle Saint-Maudez
- Kapelle Saint-Salomon